# 식목일 (대한민국)
식목일(植木日, Arbor Day, 라틴어 arbor는 tree를 의미)은 나무를 아끼고 잘 가꾸도록 권장하기 위하여 제정한 날이다. 나무 심기를 장려해 쾌적한 생활환경을 조성하고 산림자원을 확보하는 것을 목적으로 한다. 대한민국에서는 해마다 4월 5일을 식목일로 정하여 국가적인 행사로 나무를 심는다.
1872년 4월 10일 미국 네브래스카주에서 제1회 식목 행사가 열렸으며, 그 뒤 식목 운동을 주장한 줄리어스 모튼의 생일인 4월 22일을 아버 데이(Arbor Day: 식목일 또는 나무의 날)로 정하여 각종 축제를 벌인 것이 시초로 이후 전 세계적으로 퍼져나간 것이다.
한국에서는 1948년 제정되어 1949년 '관공서의 공휴일에 관한 건'에 의해 공휴일로 지정되었다. 1960년에 3월 15일을 ‘사방의 날’로 지정하면서 공휴일에서 제외되었다가 이듬해 공휴일로 부활되었다.
4월 5일이라는 날짜는 신라 문무왕 때인 677년, 당의 세력을 몰아낸 날인 음력 2월 25일을 양력(그레고리력)으로 환산한 것이다. 또, 조선 성종이 선농단에서 제사를 지낸 날이기도 하다.
1973년, 박정희 전 대통령의 요청으로 국회에서 각종 기념일 등에 관한 규정에 따라 기념일로 지정되었다. 1990년 공휴일에서 제외하자는 견해가 있었으나 청명, 한식 등과 겹치는 날이라 하여 공휴일로 유지되었다. 2004년 7월부터 시행된 대한민국 행정기관의 주 40시간 근무제 도입에 맞춰 식목일을 공휴일에서 제외하는 '관공서의 공휴일에 관한 규정' 개정문을 2005년 6월에 공포했고, 시행 부칙에 의해 2006년부터 공휴일에서 제외하고 법정기념일로 변경했다.
노무현 전 대통령은 2007년 4월 5일 식목일 날짜를 앞당기는 것에 대해 검토하라고 지시했다. 그러나 2007년 6월 6일 산림청이 식목일의 이름과 날짜를 변경하는 방안에 대한 찬반여론을 수렴했으나, 2008년 3월 이명박 정부는 식목일의 상징성 등을 고려하여 현행 유지하기로 결정하였다.

## 같이 보기
- 대한민국의 기념일